# Art Pepper Meets The Rhythm Section
Albums de Art Pepper
The Art Pepper Quartet
(1956) The Art Of Pepper - The Complete Omega Sessions Master Takes
(1957)
Art Pepper Meets the Rhythm Section est un album du saxophoniste de jazz américain Art Pepper paru en 1957 sur le label Contemporary Records. 
Art Pepper y est accompagné par le pianiste Red Garland, le contrebassiste Paul Chambers et le batteur Philly Joe Jones qui font partie de la section rythmique de Miles Davis.

## Contexte
L'album est enregistré le 19 janvier 1957 durant l'après-midi. La session ne s'est pas déroulée dans des conditions optimales. Pepper n'a pas joué depuis des semaines et apprend qu'il doit enregistrer le jour même alors que son saxophone ne fonctionne pas.

## Titres
L'album alterne des tempos lents comme sur les titres You'd Be So Nice To Come Home To et Red Pepper Blues et rapides sur le morceau Straight Life. L'album propose une composition de Red Garland sur Red Pepper Blues, une de Art Pepper et Paul Chambers (Waltz Me Blues) et le titre Straight Life qui est l'une des compositions les plus célèbres de Art Pepper.
| N°     | Titre                            | Compositeur                             | Durée |
| ------ | -------------------------------- | --------------------------------------- | ----- |
| Face A |                                  |                                         |       |
| 1.     | You'd Be So Nice to Come Home To | Cole Porter                             | 5:25  |
| 2.     | Red Pepper Blues                 | Red Garland, Art Pepper                 | 3:36  |
| 3.     | Imagination                      | Johnny Burke, James Van Heusen          | 5:39  |
| 4.     | Waltz Me Blues                   | Paul Chambers, Art Pepper               | 2:55  |
| 5.     | Straight Life                    | Johnny Mandel, Art Pepper               | 4:02  |
| Face B |                                  |                                         |       |
| 6.     | Jazz Me Blues                    | Tom Delaney                             | 4:32  |
| 7.     | Tin Tin Deo                      | Gil Fuller, Dizzy Gillespie, Chano Pozo | 7:42  |
| 8.     | Star Eyes                        | Gene de Paul, Don Raye                  | 5:12  |
| 9.     | Birk's Works                     | Dizzy Gillespie                         | 4:15  |

Le titre The Man I Love est sorti sur les rééditions de l'album et la compilation The Way It Was parue en 1972.

## Enregistrement
Les titres sont enregistrés le 19 janvier 1957 au Contemporary's Studio à Hollywood (Los Angeles).
| Musicien         | Instrument     |  | Équipe technique |                          |
| ---------------- | -------------- |  | ---------------- | ------------------------ |
| Art Pepper       | saxophone alto |  | Lester Koenig    | producteur, liner notes  |
| Red Garland      | piano          |  | Roy DuNann       | ingénieur du son         |
| Paul Chambers    | contrebasse    |  | William Claxton  | photographie, couverture |
| Philly Joe Jones | Batterie       |  |                  |                          |

## Autres versions
- 1988 : Contemporary Records, OJCCD-338-2 (S-7532)
- 2006 : Contemporary Records, VICJ-41524